# جون ثورن (سياسي)
جون ثورن هو شخصية أعمال وسياسي نرويجي، ولد في 18 أغسطس 1843 في درامن في النرويج، وتوفي في 18 مايو 1920 في Rygge ‏ في النرويج. نشط حزبياً في حزب المحافظين.

## مناصب
- انتخب  (يوليو 1890 – 6 مارس 1891).
- انتخب عضو برلمان النرويج  [لغات أخرى]‏ عن دائرة Smaalenenes amt ‏ خلال فترته النيابية ‏ (1903 – 1906).
- انتخب عضو برلمان النرويج  [لغات أخرى]‏ عن دائرة Smaalenenes amt ‏ خلال فترته النيابية ‏ (1895 – 1897).
- انتخب عضو برلمان النرويج  [لغات أخرى]‏ عن دائرة  خلال فترته النيابية ‏ (1889 – 1891).
- انتخب عضو برلمان النرويج  [لغات أخرى]‏ عن دائرة  خلال فترته النيابية ‏ (1886 – 1888).
- انتخب عضو برلمان النرويج  [لغات أخرى]‏ عن دائرة  خلال فترته النيابية ‏ (1883 – 1885).
- انتخب  (2 مايو 1893 – 3 مارس 1894).
- انتخب  (13 يوليو 1889 – 7 يوليو 1890).
- انتخب عمدة موس ‏ (1881 – 1889).
- انتخب President of the Parliament of Norway  [لغات أخرى]‏.